# سم کر (بازیکن فوتبال)
سامانتا مری کر مشهور به سم کر (انگلیسی: Sam Kerr؛ زادهٔ ۱۷ آوریل ۱۹۹۹) بازیکن فوتبال اهل بریتانیا است که به صورت قرضی از باشگاه فوتبال بایرن مونیخ برای باشگاه فوتبال  زنان لیورپول بازی می‌کند.
وی همچنین در تیم‌های ملی فوتبال زنان زیر ۱۶ سال، زیر ۱۷ سال، زیر ۱۹ سال و بزرگسالان اسکاتلند بازی کرده است.

## دوران باشگاهی
کر از سن ۱۲ تا ۱۶ سالگی برای آکادمی فوتبال سنترال گرلز و پیش از آن برای باشگاه فوتبال فالکرک گرلز، بازی کرد. در مه ۲۰۱۵، او تیم گاریم‌های اسکول را در مسابقات جام دختران اسکاتلند رهبری کرد.

### گلاسگو سیتی
در ژانویه ۲۰۱۶، در سن ۱۶ سالگی، کر را باشگاه فوتبال زنان گلاسگو سیتی قرارداد امضا کرد. دربارهٔ امضای قرارداد او، سرمربی وقت گلاسگو سیتی اسکات بوث گفت: «سم کر یک بازیکن جوان با ویژگی‌های خاص است… ما خوشحالیم که او انتخاب کرده تا به گلاسگو سیتی بپیوندد تا استعدادهای خود را توسعه دهد و به یک دوران حرفه‌ای فوق‌العاده در این بازی دست بیابد.» در مارس ۲۰۱۶، او به باشگاه کمک کرد تا حریفانش را شکست دهد و به نیمه‌نهایی لیگ‌کاپ فوتبال زنان اسکاتلند راه یابد. کر یکی از اعضای تیم گلاسگو سیتی بود که در پایان ۲۰۱۶، برای دهمین سال متوالی SWPL را برنده شد؛ این اولین بار در تاریخ فوتبال اسکاتلند بود که یک باشگاه بزرگسال چنین دستاوردی را کسب می‌کرد (هیچ تیم مردی بیش از نه بار متوالی موفق نشده است). او همچنین در قهرمانی‌های پرتکرار در ۲۰۱۷، ۲۰۱۸ و ۲۰۱۹ شرکت کرد – فصل ۲۰۲۰ به دلیل دنیاگیری کووید-۱۹ لغو شد – و در لیگ قهرمانان اروپای زنان بازی کرد و به مرحله یک‌چهارم نهایی این رقابت در فصل ۲۰۲۰–۲۰۱۹ رسید.

### رنجرز
در دسامبر ۲۰۲۰، کر به باشگاه فوتبال زنان رنجرز منتقل شد و قراردادی پیش‌نویس را که شش ماه قبل توافق شده بود، امضا کرد (هم‌تیمی او، کریستی هووات نیز همین تغییر را انجام داد). در فصل ۲۰۲۲–۲۰۲۱ لیگ برتر فوتبال اسکاتلند، او اولین گل تاریخ تیم زنان را در ورزشگاه آیبروکس در پیروزی مقابل باشگاه فوتبال زنان آبردین به ثمر رساند و در تیم سال اسکاتلند قرار گرفت زیرا رنجرز برای اولین بار قهرمان SWPL شد.

### بایرن مونیخ
کر در ۳۰ مه ۲۰۲۳ قرارداد سه ساله‌ای با باشگاه فوتبال زنان بایرن مونیخ امضا کرد.

#### لیورپول (قرضی)
در ۸ ژانویه ۲۰۲۵، کر به باشگاه فوتبال زنان لیورپول به صورت قرضی برای باقی‌مانده فصل ۲۰۲۴–۲۵ پیوست.

## دوران ملی
کر در رده‌های سنی زیر ۱۵ سال و زیر ۱۷ سال برای اسکاتلند کرده و در مرحله گروهی قهرمانی زیر ۱۷ سال اروپا در سال ۲۰۱۴ نیز حضور داشته است. اولین بازی او در مسابقات یوفا در ۹ اکتبر ۲۰۱۴ در برابر مونته‌نگرو بود. سامانتا همچنین در سطح زیر ۱۹ سال برای اسکاتلند در یورو و جام لا مانگا در اسپانیا بازی کرده است. او برای اولین بار در نوامبر ۲۰۱۸ به تیم ملی بزرگسالان تیم ملی فوتبال زنان اسکاتلند اضافه شد، و یکی از دو بازیکن بدون تجربه‌ای بود که برای جام پیناتار ۲۰۲۰ انتخاب شد. کر در آن تورنمنت اولین بازی ملی خود را انجام داد و در ۴ مارس ۱۳ دقیقه آخر بازی را در پیروزی ۳–۰ برابر تیم ملی فوتبال زنان اوکراین بازی کرد.